# Asociación estatal de profesionales de sexología (AEPS)
Asociación estatal de profesionales de la sexología (AEPS)  es una organización sin ánimo de lucro cuyos fines son la promoción y el reconocimiento de la sexología en sus diferentes ámbitos.
Entre sus asociados y miembros fundadores se pueden encontrar referentes de la sexología en estado español como son Efigenio Amezúa , presidente de Honor, Manuel Lucas, José Ramón Landarroitajauregi o Valerie Tasso. 

## Objetivos
La AEPS tiene entre sus objetivos y fines sociales la defensa y representación de los intereses de los profesionales de la sexología en todo el estado español, el reconocimiento de la sexología como disciplina específica y potenciar su desarrollo científico en todas sus áreas y niveles de aplicación e investigación.
La AEPS es entidad interlocutora referente en el ámbito de la sexología, al dar cabida y representación a un amplio colectivo de personas que, especialmente desde la medicina y la psicología, se dedican profesionalmente a la sexología.

## Antecedentes de la asociación
El nacimiento de la AEPS asienta sus orígenes en la sexología surgida en el postfranquismo, en el contexto sociopolítico nacido en los años de la transición española . Este ambiente de cambio en el sistema político trajo consigo, entre otros, la legalización de los partidos políticos y las organizaciones sociales permitiendo la aparición de diferentes organizaciones relacionadas con el ámbito de la sexualidad, tales como Feminismos, organizaciones LGTB.  Asimismo, en estos años de finales de la década de los 70 y principio de los 80, surge un contexto de reivindicación de las libertades sexuales que favorecen modificaciones legislativas respecto a las libertades relacionadas con la sexualidad como son la legalización del divorcio, pornografía, despenalización de la homosexualidad o adulterio.
En este contexto sociopolítico, y desde la necesidad de conocimiento científico, se fundó el INCISEX , por Efigenio Amezúa en 1975.  Asimismo, a través de diferentes entidades académicas y universidades que tomaron esta disciplina  como área de interés e investigación, se vio  favorecida  la aparición de personas que, desde diferentes ámbitos académicos  y sobre todo desde la medicina o la psicología, hicieron de la sexología su ámbito profesional.  La heterogeneidad de este colectivo, su demanda de reconocimiento profesional, así como la manifiesta necesidad de crear espacios específicos de debate, comunicación y reciclaje, propició la creación de una asociación de profesionales de la sexología que ofreciera cobertura a esas incipientes demandas.
Así, en el año 1993 , en la asamblea celebrada en la Facultad de Medicina de la Universidad Complutense de Madrid, nace la Asociación estatal de profesionales de la sexología (AEPS).  

## Proyectos
Anuarios de sexología
Anuario de Sexología, publicado por primera vez en 1994, en el que se publican  artículos de carácter científico o divulgativo firmados por diferentes autores vinculados con la sexología y que giran en torno a esta ciencia; Así se pueden encontrar artículos que profundizan en la epistéme sexológica, educación sexual o intervención terapéutica.
En el año 2014 se publicó su última edición, siendo sustituido por el BIS, boletín de información sexológica.

Jornadas AEPS
Anualmente se organizan jornadas temáticas que  buscan expandir conocimiento en la sociedad;  en ellas se presentan diferentes temáticas y se acercan los diferentes avances relacionados con la sexología. Estas jornadas se desarrollan en diferentes localizaciones del estado español.
| Fecha                             | Lugar         | Denominación |
| --------------------------------- | ------------- | --- |
| 7 y 8 de mayo de 1994             | Zaragoza      | Jornadas Estatales de Educación Sexual. Sistema Escolar                                                                          |
| 16, 17 y 18 de diciembre de 1994  | Valladolid    | I Jornadas de Sexología Clínica                                                                                                  |
| 17, 18 y 19 de noviembre de 1995  | Córdoba       | II Jornadas Estatales de Educacíon Sexual                                                                                        |
| 22, 23 y 24 de noviembre de 1996  | Valencia      | II Jornadas Estatales de Sexología Clíncia. " La construcción subjetiva de nuestra condición sexual".                            |
| 13, 14 y 15 de noviembre de 1998  | Bilbao        | V Congreso de Sexología. "Mujeres y Hombres hacia el 3ª Milenio.                                                                 |
| 19, 20 y 21 de mayo de 2000       | Gijón         | VI Congreso de Sexología. "Identidades sexuales. Líneas de trabajo en sexología".                                                |
| 7, 8, 9 y 10 de noviembre de 2002 | Sevilla       | 7º Congreso español de Sexología. I Encuentro Iberoamericano de Profesionales de la Sexología (AEPS/IASP/FESS)                   |
| 6, 7 y 8 de junio de 2003         | Madrid        | I Jornadas de Sex Counselling o asesoramiento sexual.                                                                            |
| 10, 11 y 12 de diciembre de 2004  | Toledo        | Jor.Estatales Ed. Sexual en Castilla-La Mancha. "La prevención de la violencia entre los sexos: el papel de la Educación Sexual. |
| 1, 2, 3 y 4 de octubre de 2009    | Valladolid    | VIII Congreso Estatal de Profesionales de la Sexología. "Otros Horizontes… nuevas realidades".                                   |
| 4 y 5 de noviembre de 2011        | Madrid        | Jornadas Temáticas AEPS. Sexología y Salud (sexual). Aportaciones a un controvertido modelo de bienestar de los sexos.           |
| 9 y 10 de noviembre de 2012       | Vitoria       | Jornadas 2012. "Discursos, modelos y perspectivas en intervención sexológica"                                                    |
| 21 y 22 de noviembre de 2014      | Pamplona      | Jornadas AEPS. "¿Violencia del sexo o sobre el sexo? Discursos, perspectivas y reflexiones                                       |
| 18, 19 y 20 de noviembre de 2016  | San Sebastián | Jornadas AEPS. "Sexología y cultura en el siglo XXI. Interacciones, vínculos y sinergias"                                        |
| 8 y 9 de noviembre de 2019        | Avilés        | X Jornadas abiertas de la AEPS. "De la ciencia de los sexos al discurso del sexo".                                               |

Premios AEPS

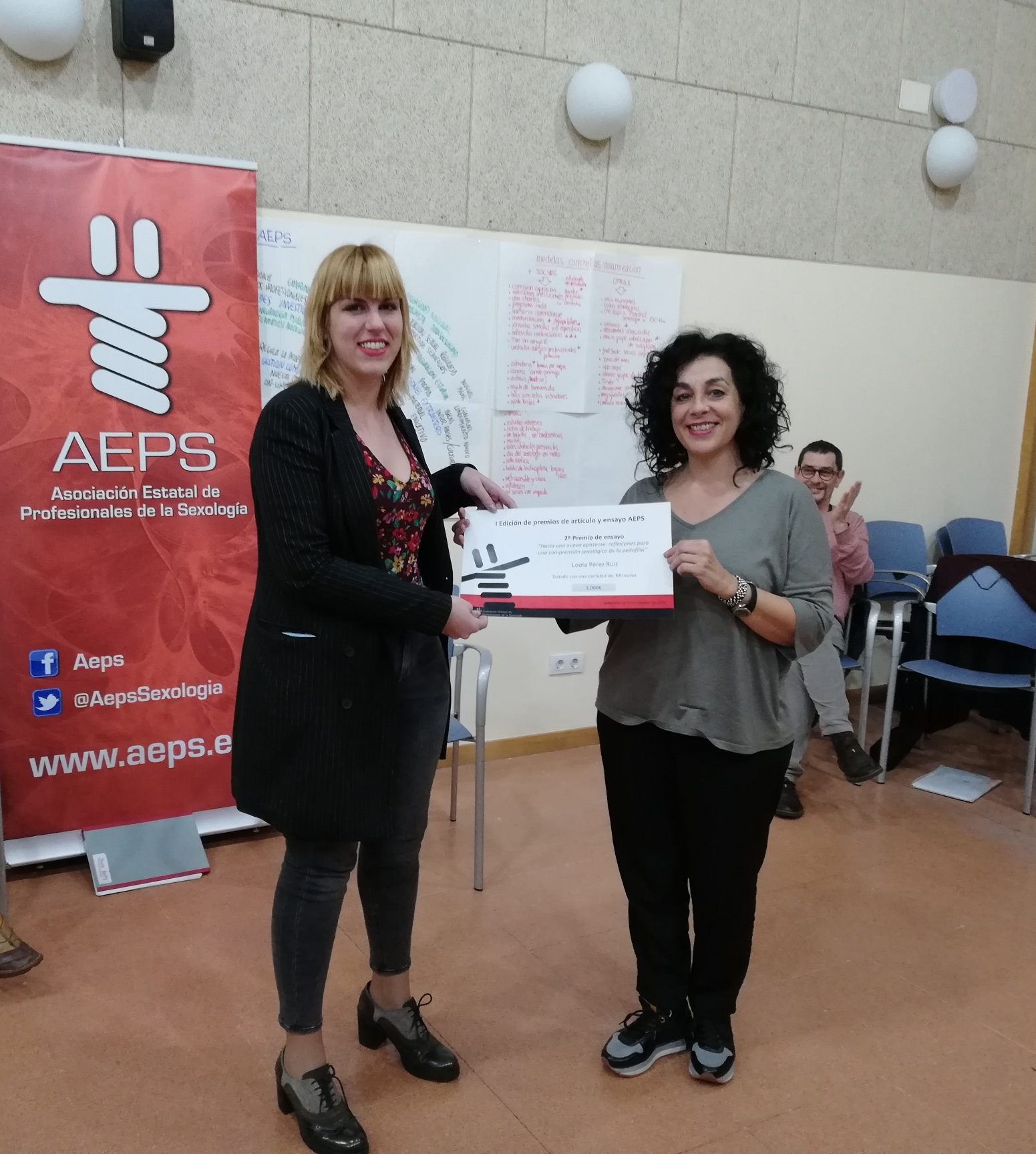
Entrega del premio AEPS 2018

Desde el año 2018 se convocan los premios de artículo y ensayo de la AEPS para el fomento y la promoción de la sexología. Los premios se entregan durante las jornadas anuales organizadas por la AEPS y consta de primer y segundo premio en la categoría de ensayo y un premio en categoría artículo.
| Edición | Lugar      | 1º Ensayo | 2º Ensayo   | Artículo |
| ------- | ---------- | --------- | ----------- | -------- |
| 2018    | Valladolid |           | Loola Pérez |          |
| 2019    |            |           |             |          |